# Pristimantis yustizi
Pristimantis yustizi es una especie de anfibio anuro de la familia Craugastoridae.

## Distribución
Esta especie es endémica de la Cordillera de Mérida en Venezuela. Habita en los estados de Barinas, Táchira y Apure entre los 800 y 1600 m de altitud.

## Etimología
Esta especie lleva el nombre en honor a Enrique Elías Yustiz.

## Publicación original
- Barrio-Amorós & Chacón-Ortiz, 2004 : Un nuevo Eleutherodactylus (Anura, Leptodactilidae) de la Cordillera de Mérida, Andes de Venezuela. Graellsia: revista de zoología, vol. 60, n.º 1, p. 3-11[5]